# Нур (Чекмагушівський район)
Нур (рос. Нур, башк. Нур) — присілок у складі Чекмагушівського району Башкортостану, Росія. Входить до складу Урняцької сільської ради.
Населення — 68 осіб (2010; 103 у 2002).
Національний склад:
- татари — 55 %
- башкири — 45 %